# 太田虎之進
太田虎之進（おおた とらのしん、1998年2月21日 - ）は、東京都府中市出身のモーターサイクルレーサー。

## 経歴
4歳からポケバイに乗り始めてレースデビューし、10歳までポケバイレースに参戦した。 各サーキットにてシリーズチャンピオンを獲得する。 6年間のポケバイレース経験後、ミニバイクにステップアップした。
ミニバイク1年目の全国大会に出場し、SP12Jrクラスにて全国制覇。 翌年以降はエキスパートクラスにて参戦する。SP12EXPクラスでは参戦2年目にで初優勝した。
2012年、モトチャンプ杯東日本選手権（サーキット秋ヶ瀬）や関東ロードミニ選手権（桶川スポーツランド）でシリーズチャンピオンとなり、第17回モトチャンプ杯全国大会 SP12EXPクラスでは、目標である全国制覇を果たす。 
2013年、ミニバイクからロードレースにステップアップする。J-GP3クラスに参戦する（使用車両：RS125）。筑波ロード選手権シリーズランキング では11位、もてぎロード選手権シリーズランキングでは6位であった。
2014年に 全日本ロードレース選手権のJ-GP3クラスに参戦する（使用車両：NSF250R）。もてぎロード選手権シリーズのチャンピオンをコースレコード樹立で獲得した。 
2015年、全日本ロード選手権シリーズではランキング22位となる。 2016年は11位、2017年は10位と順位を上げたが、 2018年は17位となる。一方、同年にKSEF（KOREA SUPER ENDURANCE FESTIVAL）に優勝する。2019年全日本ロードレース選手権シリーズは14位だった。